# Camino Urdiain Martínez
Camino Urdiain Martínez (Pamplona, Navarra, 3 de abril de 1950) es una archivera y documentalista española. Fue directora del Archivo del Territorio Histórico de Álava.

## Biografía
Es licenciada en Historia por la Universidad de Navarra y especialista en paleografía y diplomática de fuentes. En 1975 ingresó como funcionaria en la Diputación Foral de Álava como jefa del Servicio de Transcripción y Catalogación de documentos de la Diputación Foral de Álava. Se encargó de rescatar y transcribir las ordenanzas del buen gobierno de los siglos XVI-XVII de 172 concejos alaveses, apeos y concordias de las entidades locales.
En 1978 fue nombrada jefa del servicio de archivos y comenzó la tarea de dirigir el Archivo Histórico Provincial de Álava. Creó la sección de fototeca de la entidad foral, contando con los fondos de los fotógrafos Alberto Schommer Koch y Gerardo López de Guereñu, entre otros. Miembro del Comité Internacional de Archivos, de ANABAD y de la Asociación de Archiveros, Bibliotecarios y Documentalistas del País Vasco, de la que fue fundadora. Socia de Eusko Ikaskuntza y de la Real Sociedad Bascongada de Amigos del País (RSBAP), de cuya junta directiva fue miembro durante varios años. Sistematizó el patrimonio documental de la RSBAP agrupándolo en diversos fondos.
Colaboradora en publicaciones especializadas como Bilduma, Lanak o Irargi y de obras colectivas como la «Colección Ilustración Vasca» de la RSBAP (1996, 1997). Ha catalogado numerosos fondos del Archivo de Vitoria e intervenido en congresos y publicaciones colectivas de su especialidad.
Desde 2004, colabora como cofrade en la Cofradía de la Virgen Blanca de Vitoria, entidad en la que se encargó de rescatar, organizar y catalogar el archivo de la cofradía y todo su patrimonio histórico artístico. Desde 2009 es directora y coordinadora de la revista La Hornacina, medio de comunicación de la Cofradía, editada anualmente con motivo de las fiestas patronales de la Virgen Blanca.

## Obras
- Indice documental y onomático de Obras históricas sobre Alava... de Landázuri (1976).
- Inventario de Documentos del Archivo Provincial de Alava (1256-1799). Serie I. Tomo I. Gobierno y Administración de Álava (1984).
- Catálogo Medieval de la Villa de Salvatierra. Serie III. Tomo I Archivos Municipales (1986).[1]
- Guía del Archivo Provincial de Álava (1986).
- Censo de Archivos del País Vasco - Volumen de Araba (1988).[1]
- Sede de las Juntas Generales de Álava (Juntas Generales de Álava, 2010).[7][8]
- Sedes históricas de las Juntas Generales de Álava en Vitoria y Tierras Esparsas: s. XVI-XIX (2015).[9]
- Las Juntas Generales Conmemorativas (1958-1977) (Juntas Generales de Álava, 2012).[10]
- La Casa Palacio de Provincia. Diputación Foral de Álava 1844-2019 (Diputación Foral de Álava y Juntas Generales de Álava, 2019).[11]